# ラブカ
ラブカ（羅鱶、学名: Chlamydoselachus anguineus）は、軟骨魚綱カグラザメ目ラブカ科に分類されるサメ。

## 分布
稀種ではあるが分布域は広く、大西洋・太平洋全域から散発的に記録がある。東大西洋ではノルウェー北方・スコットランド北方・アイルランド西方・フランスからモロッコ・マデイラ諸島・モーリタニア。中央大西洋ではアゾレス諸島からブラジル南方のリオグランデ海膨までの大西洋中央海嶺上・西アフリカ沖のバビロフ海嶺。西大西洋ではニューイングランド・ジョージア州・スリナム。西太平洋では本州南東・台湾・ニューサウスウェールズ・タスマニア・ニュージーランド。中央・東太平洋ではハワイ・カリフォルニア・チリ北部で確認されている。2009年、南アフリカ沖に生息する個体は別種 C. africana とされた。日本では相模湾や駿河湾で比較的多く見られる。

## 形態

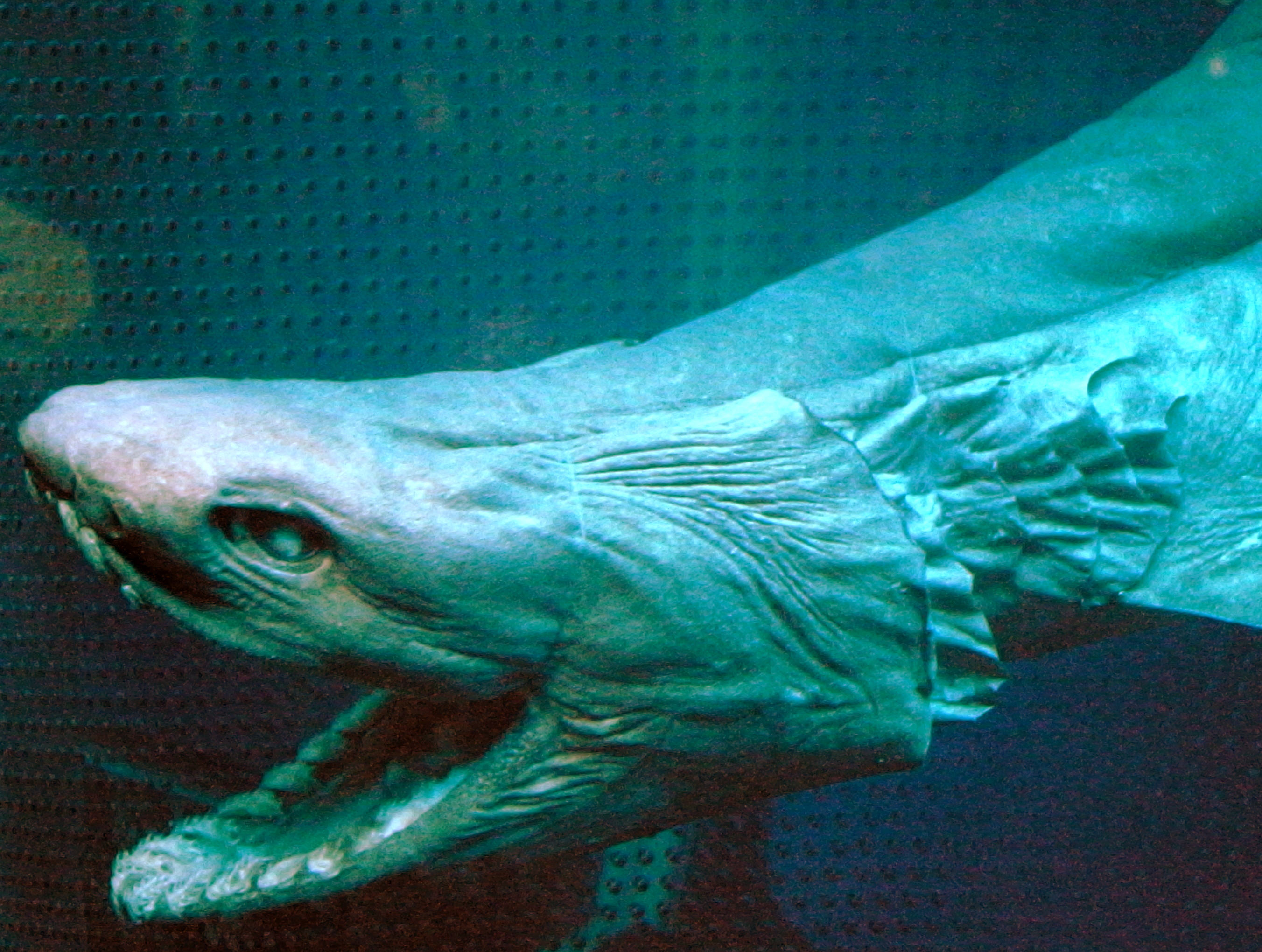
頭。顎は長く、先端に位置する

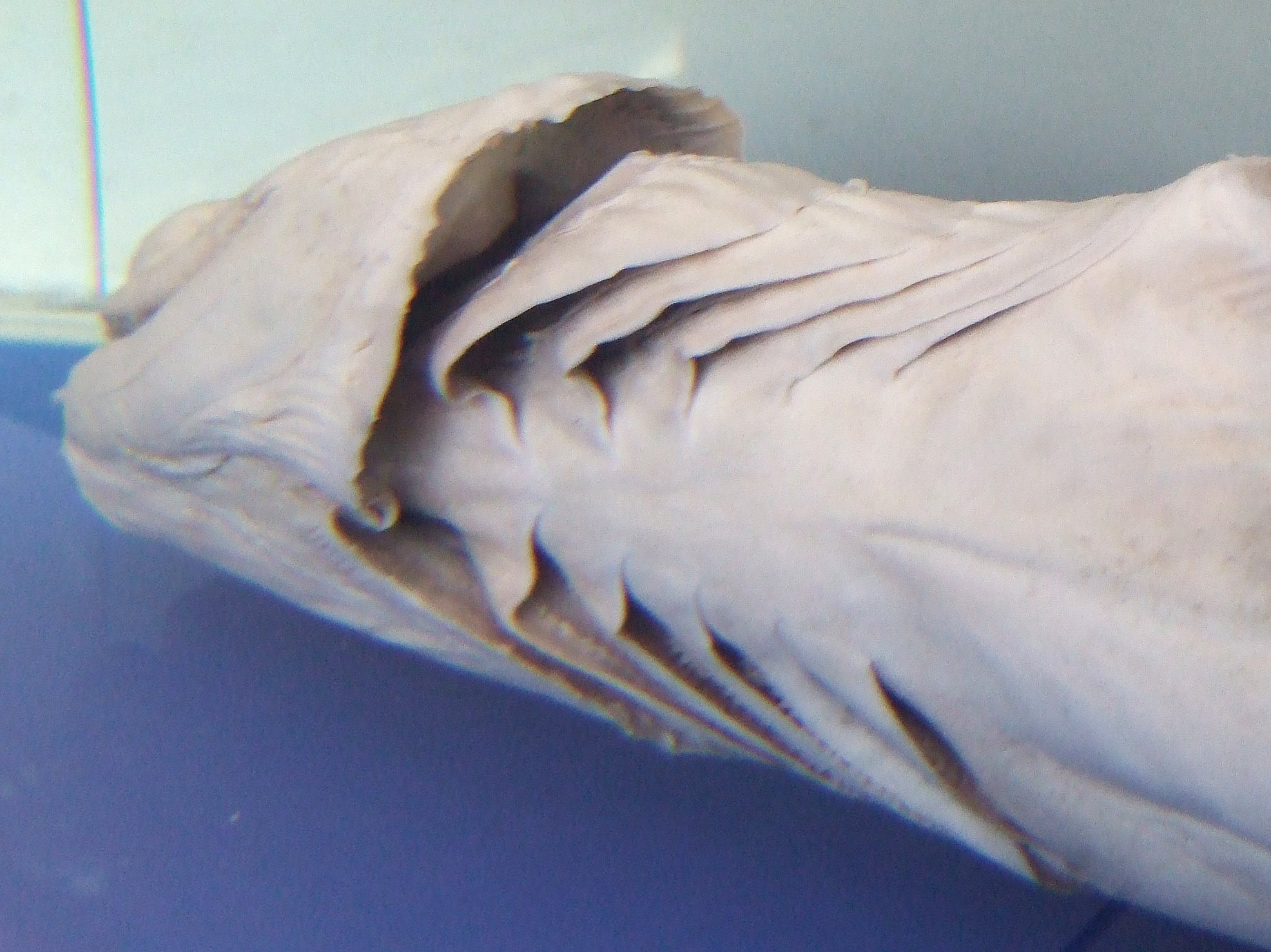
喉。切り込みは鰓裂であり、第一鰓裂は繋がって襟状になる

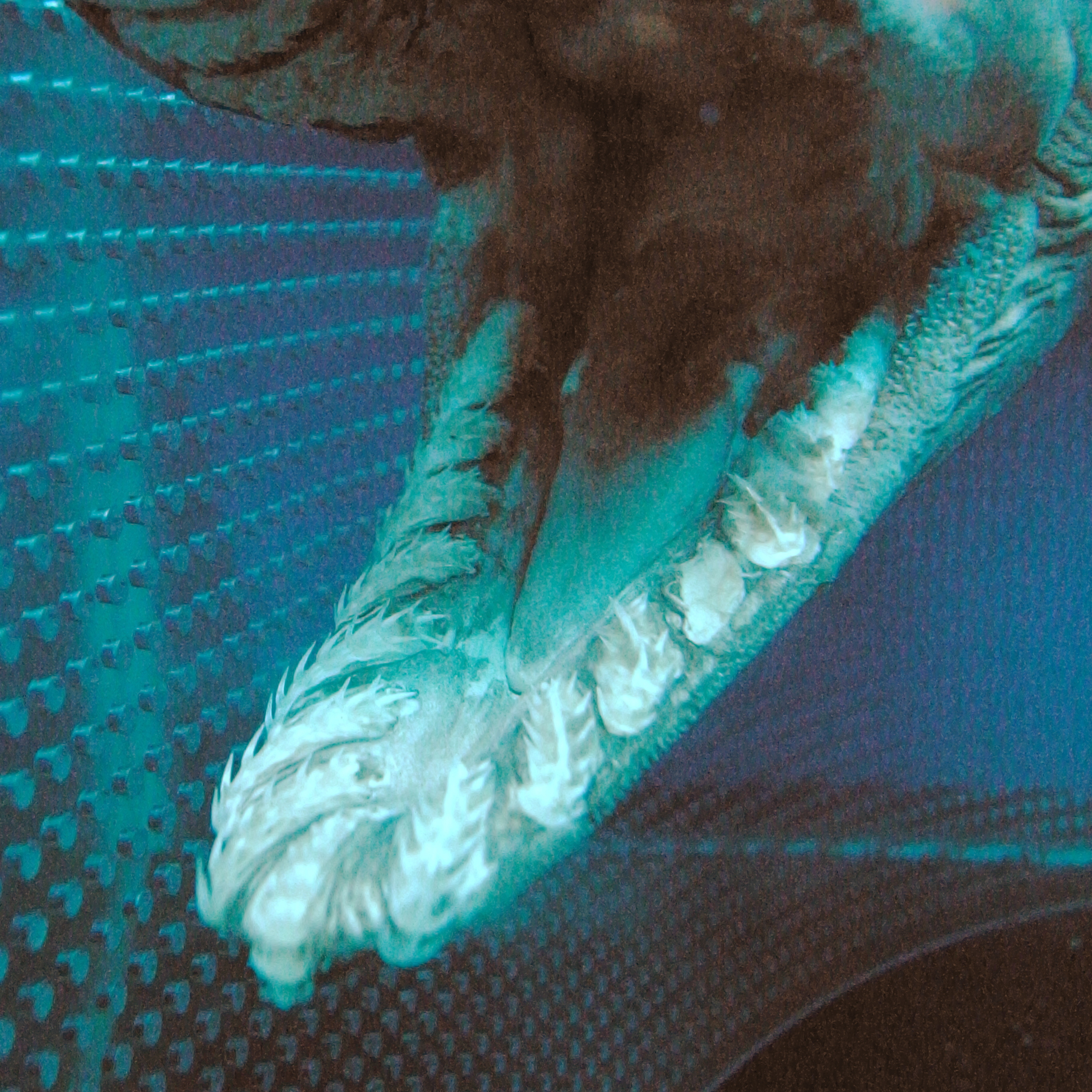
歯。細かく並んだ針状の歯は、イカなどの柔らかい獲物を引っ掛けるのに適している

最大全長オス165センチメートル、メス196センチメートル。体型は細長い円筒型。頭部は幅広くて平たく、短く丸い吻がある。鼻孔は縦に裂け、前鼻弁で二つに区切られている。眼は比較的大きく楕円形で、瞬膜を欠く。非常に大きい口は普通のサメと異なって体前端に開く。口角に溝・褶はない。歯列は隙間を開けて並び、上顎で19–28列、下顎で21–29列である。歯は合計で300本ほどで、個々は小さく、細い三尖頭をもち先は鋭くとがる。尖頭の間には小尖頭がある。鰓裂は6対で、鰓弁の後部が伸びてひだ状になる。第一鰓裂は喉で繋がって襟状になっている。和名は皮膚の表面が滑らかで、羅紗を連想させることが由来とする説もある。
胸鰭は短くて丸い。背鰭は1基で小さく、後縁は丸い。体後方の臀鰭上部に位置する。腹鰭・臀鰭は大きく、幅広くて丸く、体後方に位置する。尾鰭は非常に長く、下葉・欠刻がない。腹面には1対の厚い皮褶が走るが、その機能は不明である。腹部は雄より雌の方が長く、腹鰭がより後方にある。皮歯は小さく、鏨型である。尾鰭背面の皮歯は大きくて鋭い。体色は暗褐色や灰色。最大全長は雄で1.7メートル、雌で2.0メートルである。

## 分類

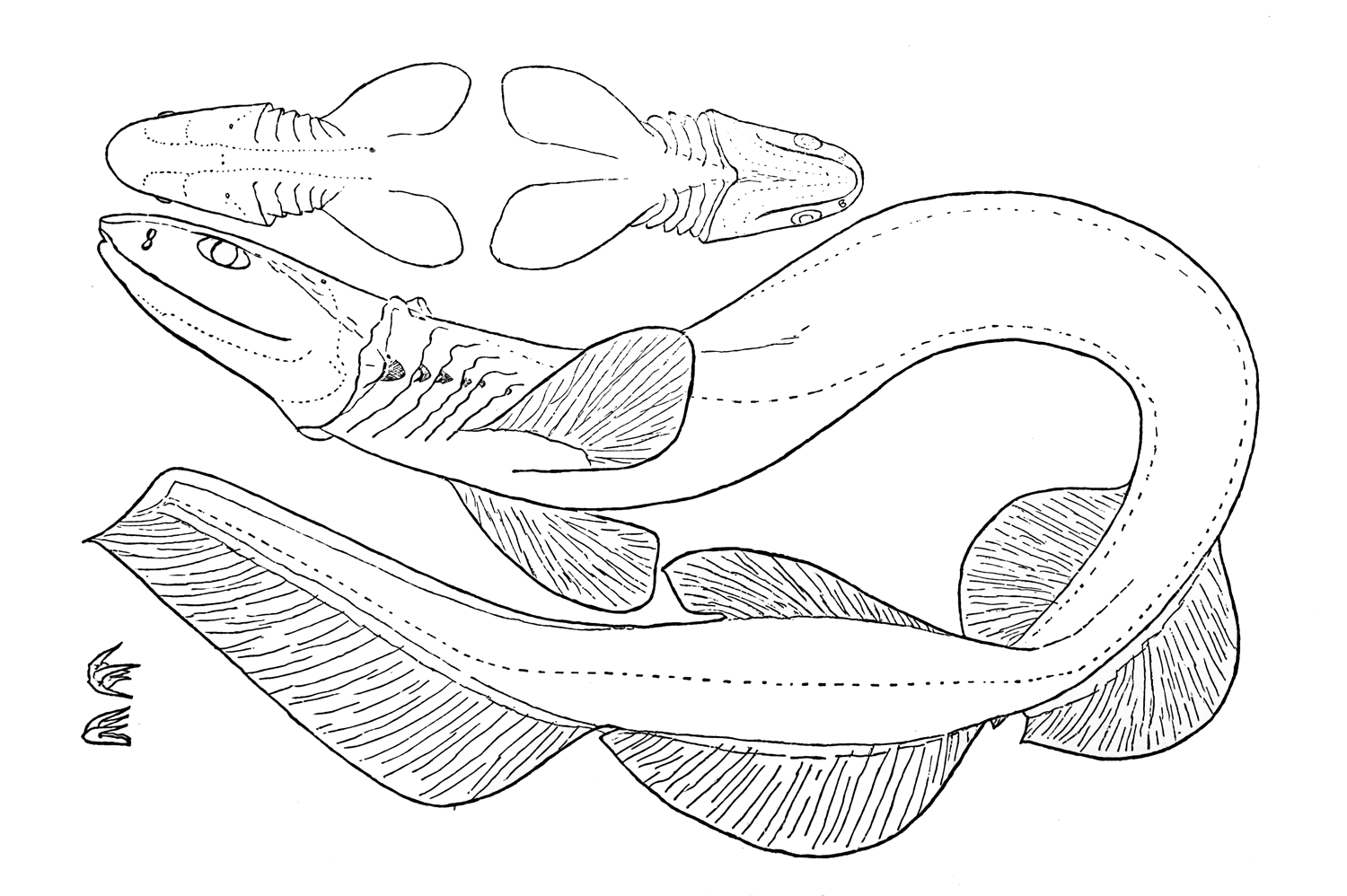
1884年、種記載時のイラスト

ドイツの魚類学者ルートヴィヒ・デーデルラインは1879年から1881年に日本を訪れ、2個体の標本をウィーンに持ち帰った。だが、デーデルラインの手稿によるとこの標本は失われたようである。そのため、最初の記載は1884年、アメリカの動物学者サミュエル・ガーマンが Proceedings of the Essex Institute で公表した "An Extraordinary Shark" と題した記載論文とされている。タイプ標本は相模湾産の1.5メートルの雌個体である。ガーマンは本種に科・属を新設し、古代ギリシア語で"chlamy"（外套）"selachus"（サメ）の意があるChlamydoselachus、ラテン語 "anguineus"（ウナギ型）に由来する Chlamydoselachus anguineus という学名を与えた。
多尖頭の歯、眼の後方で頭骨と直接関節する顎（両接型）、椎骨が不明瞭で脊索のような脊柱に基づいて、昔の専門家は本種を絶滅した板鰓類（サメ・エイとその祖先）の生き残りだと考えていた。ガーマンは古生代のデボン紀（約4億1600万年前から約3億5920万年前）に栄えたクラドセラケと本種を同じグループ "cladodonts" に位置付けた。彼と同世代のテオドール・ギルとエドワード・ドリンカー・コープは中生代に栄えたヒボドゥス目との関連を指摘し、コープは本種を化石属の Didymodus に位置づけた。
2011年の系統分析ではカグラザメ類は板鰓類の中でも初期に分岐したグループであるとされているが、少なくともクラドセラケが分類される全頭類よりも後に分岐したものであるとされる。
骨格や筋肉の特徴は明らかに現生のサメ（新サメ類、Neoselachii）のものであり、特にカグラザメと類似する。また、分類学者の白井滋は単型のラブカ目 (Chlamydoselachiformes) を提唱している。それでも本種は現生サメの中で最も古い系統の一つに属し、白亜紀後期（9500万年前）、また、おそらくジュラ紀後期（1億5000万年前）の化石が発見されている。 原始的なサメの特徴をよく残していることから「生きている化石」と呼ばれる。

### 近縁種
近縁種に南アフリカ産の C. africana (Ebert & Compagno, 2009)（ミナミアフリカラブカ） が知られている。この種は脊椎骨数が160–171でラブカの147より多く、腸の螺旋弁数が35–49でラブカの26–28より多い。また、頭部はより長く、鰓裂はより短い。これにより、現生のラブカ科は C. anguineus および C. africana の2種で構成されることになる。

## 生態
数が少なく、比較的海の深い所に生息する種であるため、観察が難しく、詳しい生態はほとんどわかっていない。
大陸棚外縁と大陸斜面上から中部に生息し、湧昇流などの生物学的生産力の高い海域を好むようである。水深1,570メートルまでの深度に生息するが、通常は120 - 1,280メートルの深度に生息する。駿河湾では比較的浅い水深50–200メートルでよく見られるが、8–11月は100メートル以浅の水温が 15 °C を超えるため深場に移動する。基本的には海底付近で生活し、小さな砂山の上を泳いでいる個体が観察されている。だが、おそらく日周鉛直移動を行い、夜間には表層で摂餌すると考えられる。大きさや繁殖状況に応じて棲み分けが行われている。
普段動きは緩慢で、ウナギのように体を波打たせて遊泳する。遊泳速度は速くない。
骨格の石灰化が弱く、低密度の脂質が詰まった大きな肝臓を持つ。これは体の密度を減らし、水中に浮かぶための適応である。開いた側線を持つ数少ないサメの一種で、機械受容器の有毛細胞が外部に露出している。これはサメの基底クレードに見られる形質であるが、獲物の細かい動きを捉えることができると考えられる。尾鰭の先端を欠損した個体がよく見つかるが、これは他種のサメに襲われたものと考えられる。寄生虫として Monorygma 属の条虫、吸虫の Otodistomum veliporum、旋尾線虫の Mooleptus rabukaが知られる。
摂餌
顎は柔軟で非常に大きく開くことができ、全長の半分を超える獲物を飲み込むことができる。だが顎の長さと関節からすると、他のサメに比べあまり強く噛み付くことはできないようである。ほとんどの捕獲個体には胃内容物がなく、消化速度が速いか摂餌間隔が長いことを意味すると考えられる。自分よりも小柄なサメや硬骨魚類、頭足類などを捕食する。銚子市で捕獲された1.6メートルの個体は590グラムのニホンヘラザメを飲み込んでいた。駿河湾では餌の60%がイカであり、ユウレイイカ・クラゲイカのような動きの遅い種だけでなく、ツメイカ・トビイカ・スルメイカのような大型で高速遊泳する種も捕食していた。
泳ぎの遅い本種がどのように高速遊泳するイカを捕えるのかは不明であるが、傷ついた、または繁殖後で弱った個体を狙っている可能性はある。体後方に鰭が集中した体型は瞬間的な突進に適しており、蛇のように体をくねらせて獲物に食らいつくことができる。さらに、鰓裂を閉じることで風圧を生み出し、獲物を吸い込んでいるとも考えられる。鋭く小さい、内側に向いた歯は顎を突き出すことで外側に回転し、獲物を引っ掛けやすくなる。捕獲個体の観察からは口を開けたまま泳ぐことが分かっているが、これは白い歯と黒い口内の対比によって、疑似餌として機能するという仮説もある。
生活史
無胎盤性胎生で、胎児は卵黄によって成長する。だが胎児間で体重が異なることがあり、母体からも何らかの形で栄養が供給されると考えられる。成体雌は2つの卵巣、1つの子宮（右側）が機能する。深海は季節の影響が少ないため、繁殖期はない。おそらく繁殖のために、大西洋中央海嶺の海山に15匹の雄、19匹の雌が集まったことが記録されている。産仔数は2–15だが、平均6である。雌は2週間おきに排卵するが、妊娠中は体腔に十分なスペースがないため、卵黄形成と卵巣卵の発達は停止する。
受精卵は薄く楕円体で、茶色の卵鞘を持つ。3センチメートルに達した胎児では顎の形成が始まり、外鰓・すべての鰭が出現する。6–8センチメートルに達すると外鰓が完全に形成され、卵殻は脱ぎ捨てられて母体から排出される。40センチメートルに達するまで卵黄嚢の大きさはほぼ一定であるが、50センチメートルに達するまでに急速に消失する。成長率は1.4センチメートル/月であり、他のあらゆる脊椎動物より長い3.5年の妊娠期間を持つ。出生時は全長40 - 60センチメートル。雄で全長97–117センチメートル、雌で全長135–150センチメートルで性成熟する。

## 人との関わり

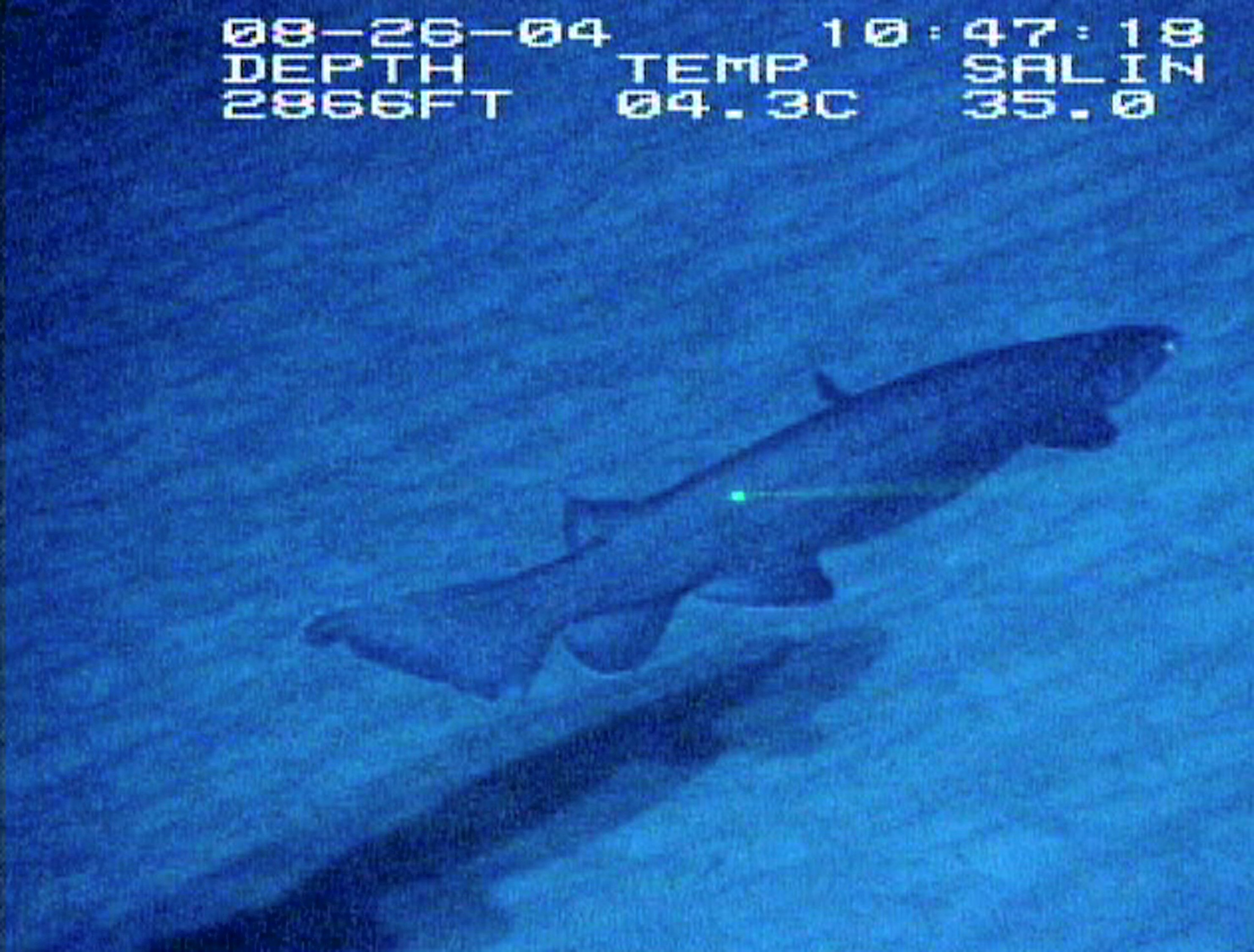
2004年8月26日、アメリカのジョージア州沖、ブレーク海台の深海873メートルで撮影されたラブカの写真。生きている状態で撮影された最初の写真である

日本では方言名として、東京近郊でオカグラ・ハブザメ、房州でトカゲウオ・マムシ、静岡県の一部地方ではカイマンリョウなどがある。
食用とされることや魚粉が利用されることもあり、主に日本では飼育施設で展示されることもある。日本の駿河湾ではタイ類やムツ類を対象とする刺網や、サクラエビ漁の網にかかることがある。
漁網を傷つけることがあるため、漁師から嫌われることもある。
本種を対象とした漁業はないが、トロール網漁や刺し網漁や延縄で混獲されることもある。深海漁業の拡大による混獲の影響が懸念されているが、本種の発見例がある欧米やオーストラリアなどでは深海漁業の規制が進められていることから、影響は大きなものではないと考えられている。
2004年8月27日、アメリカのブレーク海台で遠隔操作無人探査機 (ROV) のジョンソン・シーリンクIIにより、初めて深海での姿が観察された。多くの専門家は、シーサーペントの目撃報告の一部は本種によって説明できると考えている。本種はそれほど大きくないが、より大型の化石種が生き残っていると信じている未確認動物学者もいる。

### 研究
東海大学海洋科学博物館（静岡県静岡市）がアクアマリンふくしま（福島県いわき市）と共同で2016年以降、研究プロジェクトに取り組んでいる。漁業者からの聞き取りなどによる生息調査、受精卵の人工保育などである。

### 飼育
現在(2025年)時点でラブカを飼育している施設はないが、過去には沼津港深海水族館、アクアマリンふくしま、鴨川シーワールド、東海大学海洋科学博物館、八景島シーパラダイス、串本海中公園などで飼育されていた。

## ギャラリー

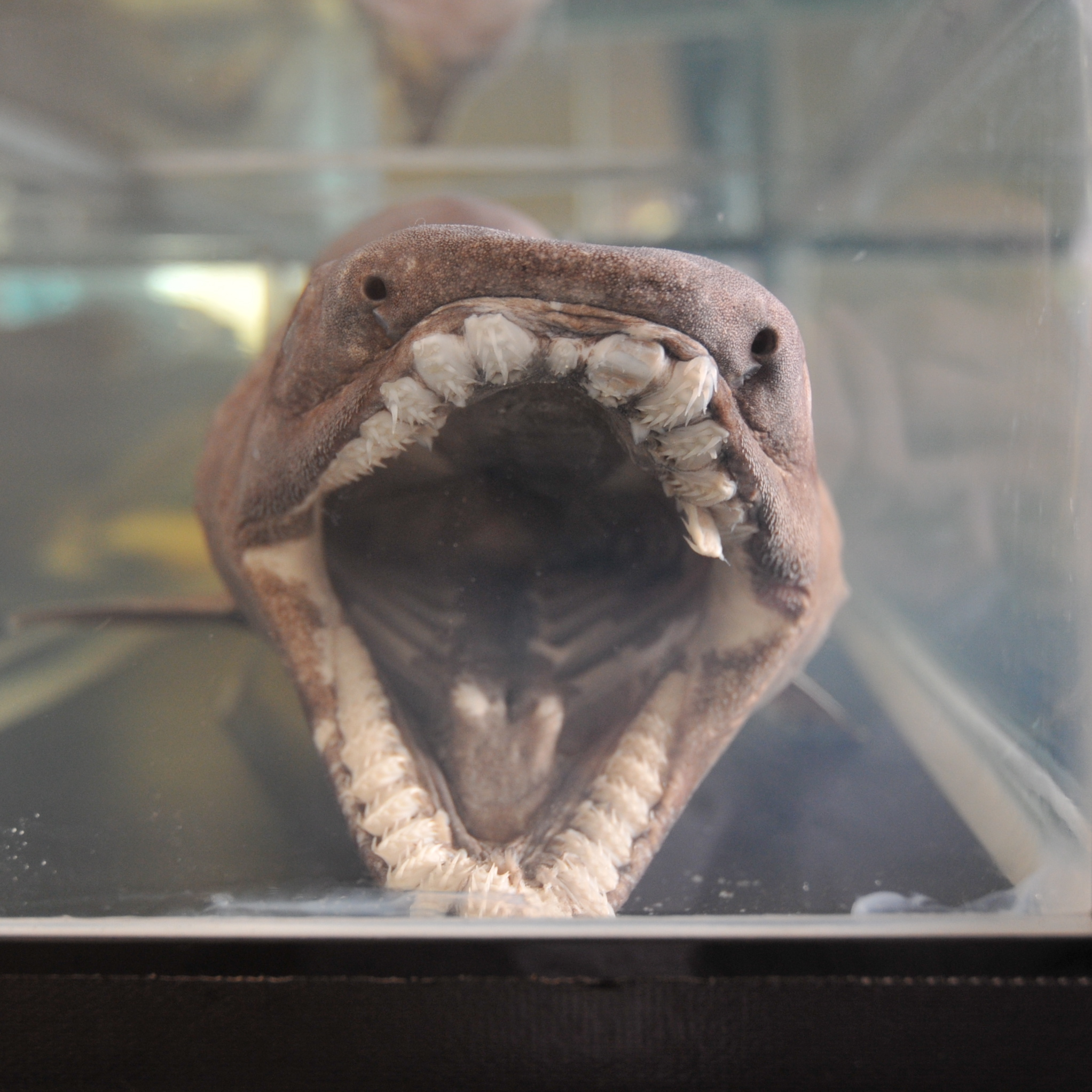
ラブカの歯と口。上の黒い穴は鼻。
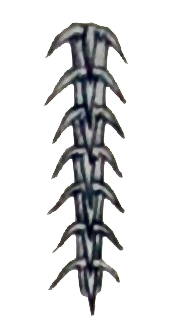
特徴的な歯と歯列
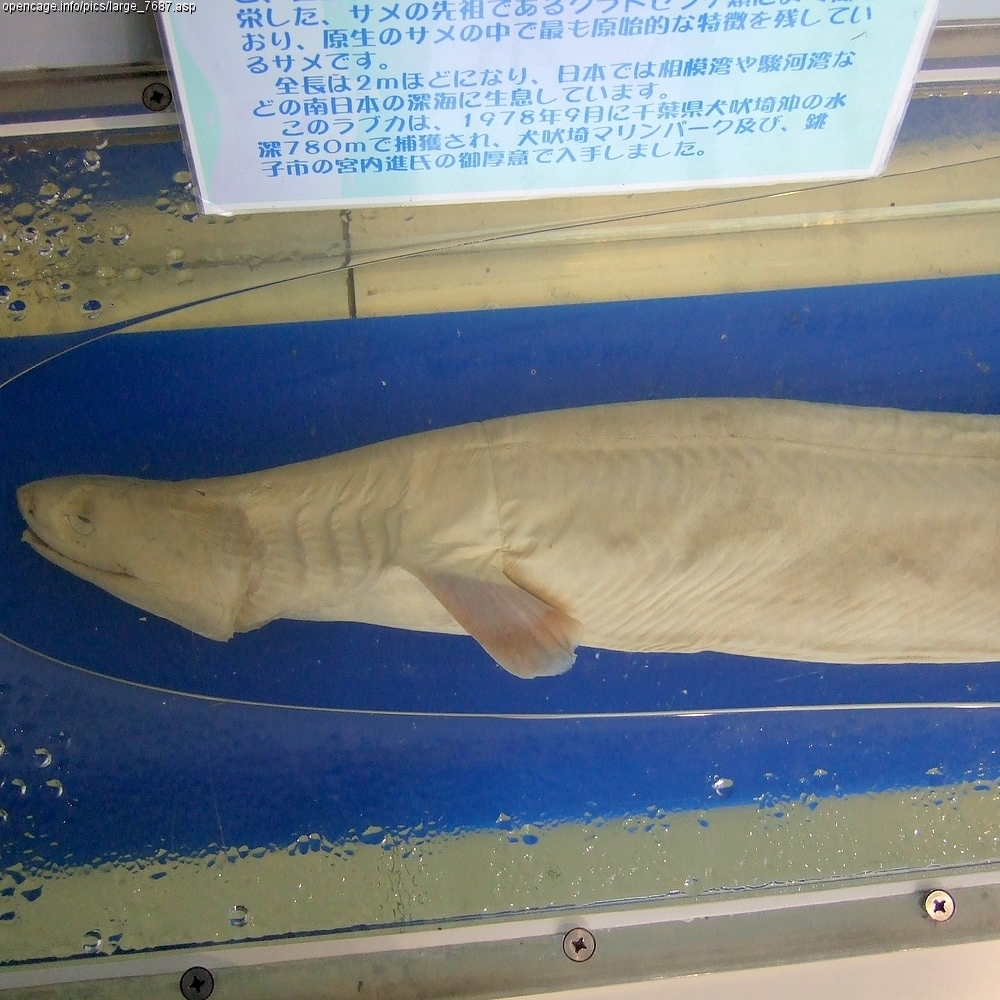
神戸市立須磨海浜水族園での標本展示
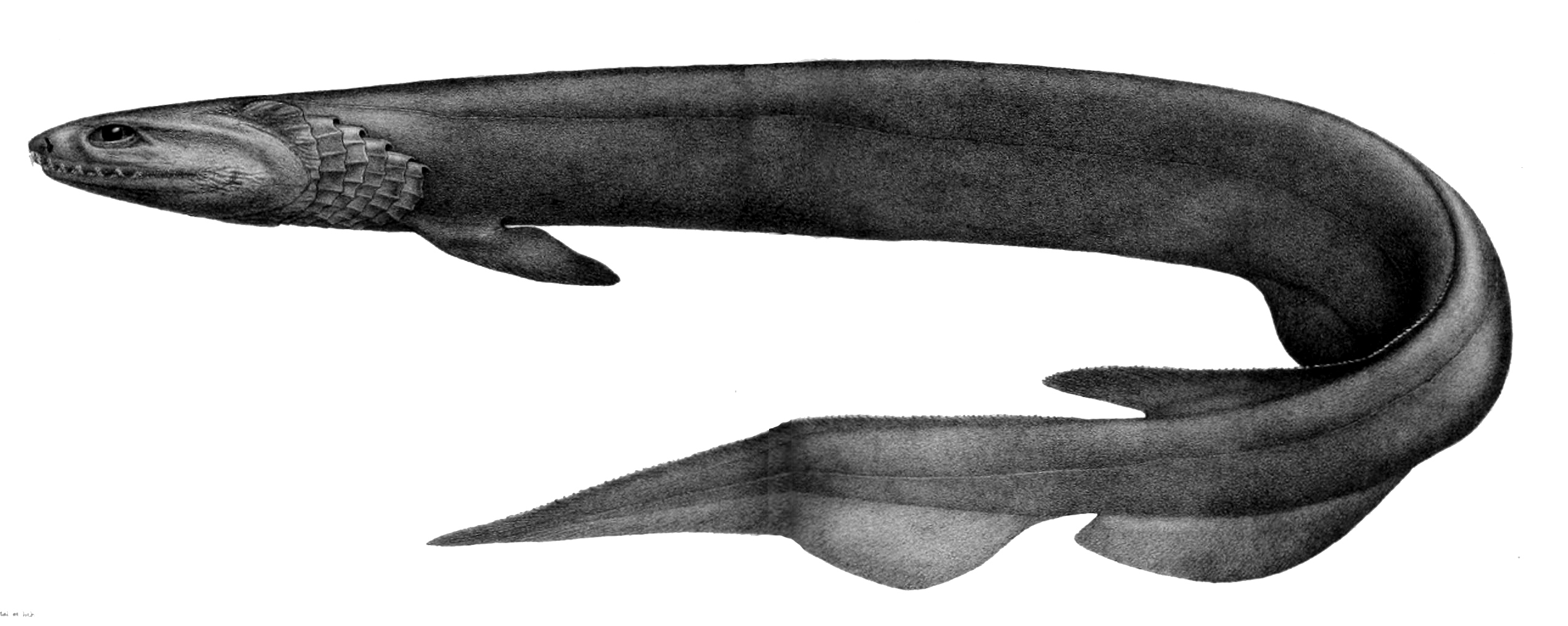
チャレンジャー号探検航海で発見されたラブカのスケッチ
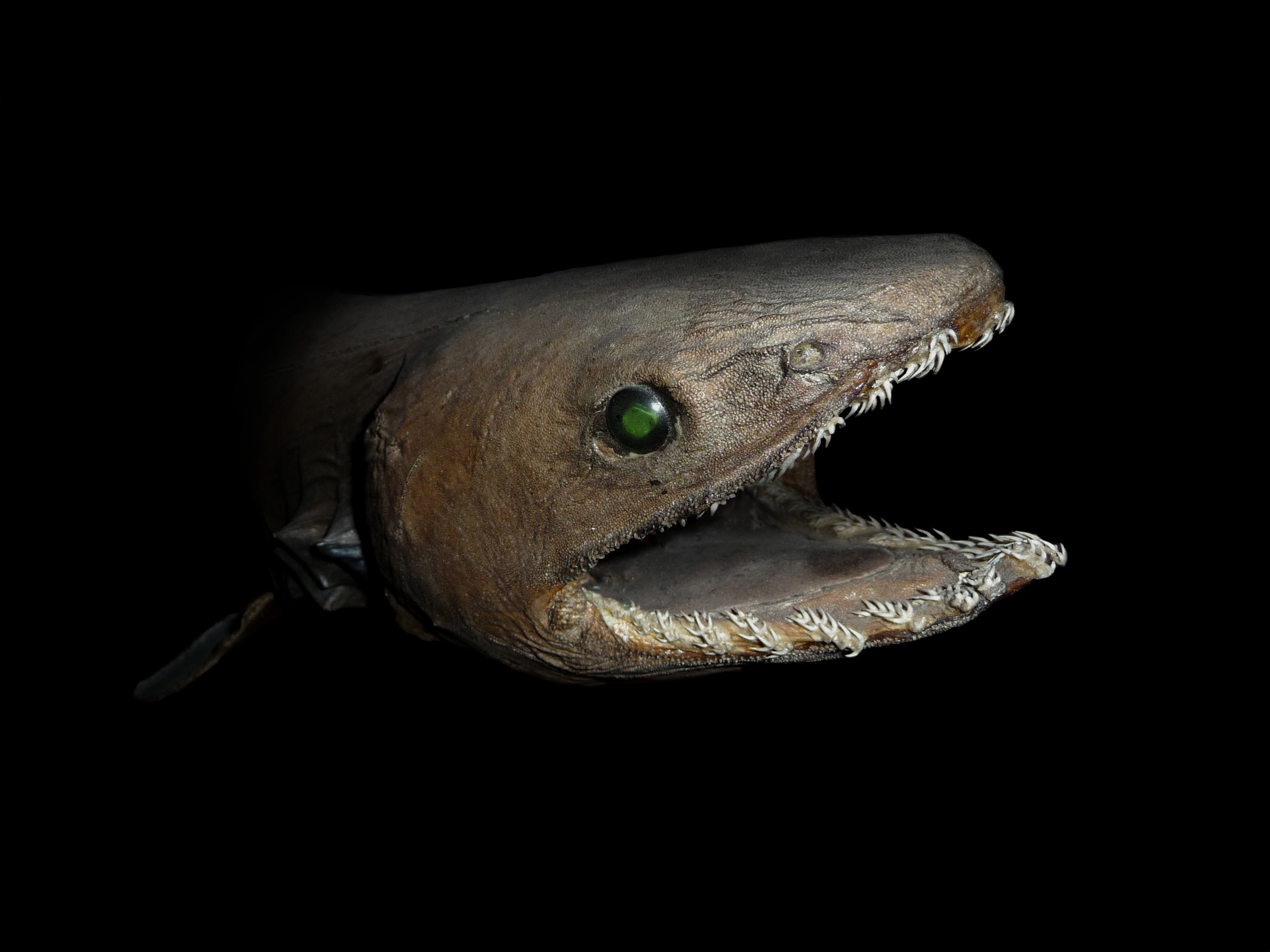
頭部の模型
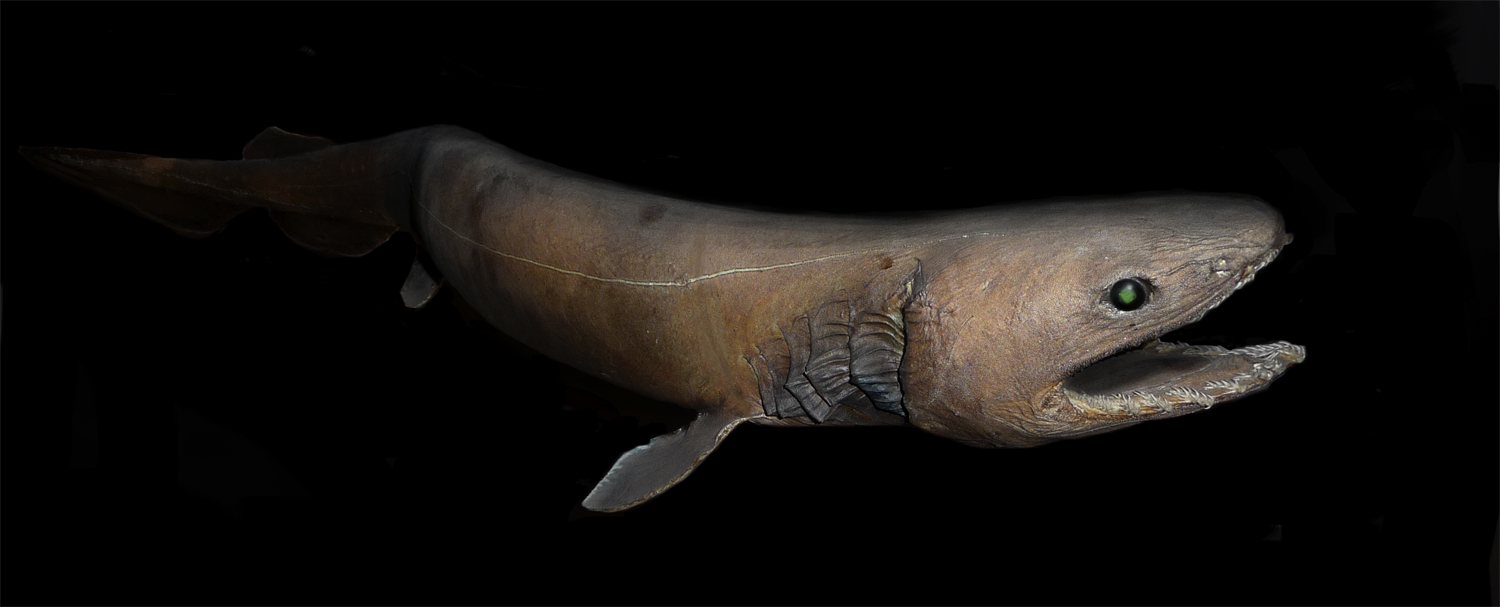
模型の全身

## 関連文献
- 新間脩子、新間弥一郎「ラブカ肝油について」『日本水産学会誌』第36巻第11号、日本水産学会、1970年、1157-1162頁、doi:10.2331/suisan.36.1157。
- 後藤仁敏、橋本巌「生きている古代魚ラブカChlamydoselachus anguineusの歯に関する研究 I. 歯の形態・構造・組成について」『歯科基礎医学会雑誌』第18巻第3号、歯科基礎医学会、1976年、362-377頁、doi:10.2330/joralbiosci1965.18.362。
- 後藤仁敏、橋本巌「生きている古代魚ラブカChlamydoselachus anguineusの歯に関する研究 II. 歯と皮歯の発生について」『歯科基礎医学会雑誌』第19巻第1号、歯科基礎医学会、1977年、159-175頁、doi:10.2330/joralbiosci1965.19.159。